# Thylophorops
Thylophorops — викопний рід опосумів з пліоцену Південної Америки. У порівнянні зі своїми близькими родичами Philander та Didelphis, Thylophorops демонструє спеціалізацію на хижацтві, а один вид, T. lorenzinii, є найбільший відомий опосум усіх часів, який міг відігравати макрохижацьку роль.